# Rio São Bento (vattendrag i Brasilien, Goiás)
Rio São Bento är ett vattendrag i Brasilien.   Det ligger i delstaten Goiás, i den sydöstra delen av landet, 270 km söder om huvudstaden Brasília.
Omgivningarna runt Rio São Bento är huvudsakligen savann. Runt Rio São Bento är det glesbefolkat, med 11 invånare per kvadratkilometer.